# Samsun 19 Mayıs Stadı (2017)
Das Samsun 19 Mayıs Stadı (deutsch Samsun-Stadion des 19. Mai) ist ein Fußballstadion in der türkischen Küstenstadt Tekkeköy in der Provinz Samsun. Es ist die Heimspielstätte des Fußballvereins Samsunspor. Es bietet 33.919 Zuschauern einen überdachten Sitzplatz. Die Spielstätte ersetzte das gleichnamige Stadion von 1975 als neue Heimat von Samsunspor. Der Name bezieht sich auf den 19. Mai 1919, als Mustafa Kemal Atatürk per Schiff in Samsun anlandete und dies den Beginn des Befreiungskampfes gegen die Besetzung und Teilung der Türkei nach dem Ersten Weltkrieg markierte.

## Geschichte
Das neue Spielstätte von Samsun ist eine der vielen Stadionneubauten in den 2010er Jahren in der Türkei. Dabei wurden die alten Stadien in den Städten durch moderne Neubauten außerhalb der Stadtzentren ersetzt. Dabei wurden die Grundstücke in den Städten verkauft und die neuen Fußballarenen auf günstigeren, außerstädtischen Geländen errichtet. Das Architekturbüro Bahadır Kul Architects entwarf die Fußballarena. Für die Bauarbeiten war das Bauunternehmen Ali Acar İnşaat verantwortlich. Am 4. August 2013 fand der symbolische Spatenstich statt, die Vorarbeiten begannen schon sechs Monate zuvor. Nach fast vier Jahren wurde das neue Fußballstadion am 18. Juli 2017 eröffnet. Der Anlass war die Eröffnungsfeier der Sommer-Deaflympics 2017 in Samsun. Elf Tage später am 29. Juli trat Samsunspor zu seiner Freundschaftspartie in der neuen Spielstätte gegen MKE Ankaragücü an. Die Hausherren siegten mit 1:0. Am 6. August 2017 trafen der türkische Meister Beşiktaş Istanbul und der Pokalsieger Konyaspor zum Spiel um den türkischen Fußball-Supercup im Stadion von Samsun aufeinander. Konyaspor gewann die Begegnung mit 2:1 durch einen Treffer in der Nachspielzeit.

## Galerie

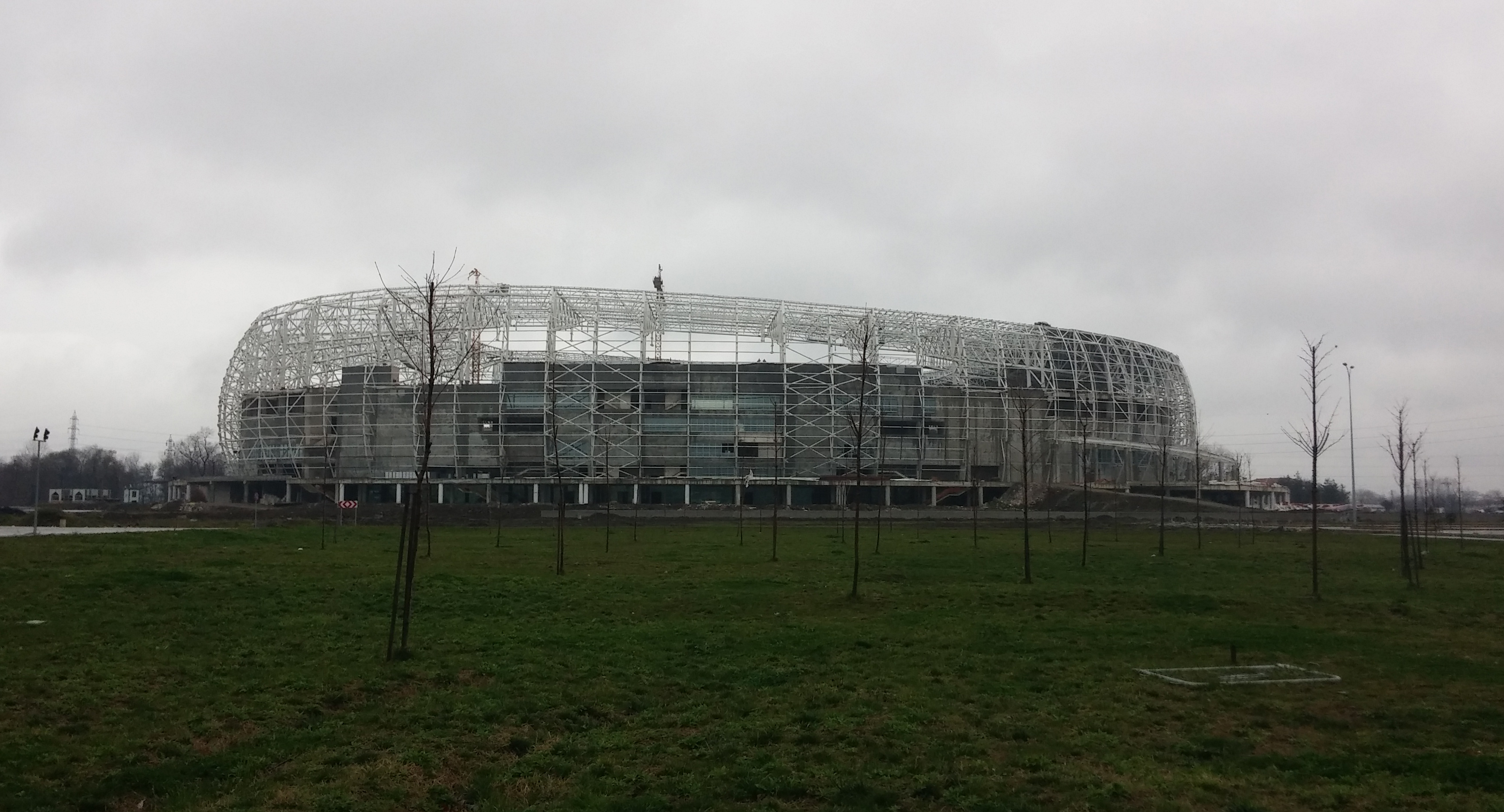
Die Baustelle am 25. Februar 2016
Tribünenplan (2022)
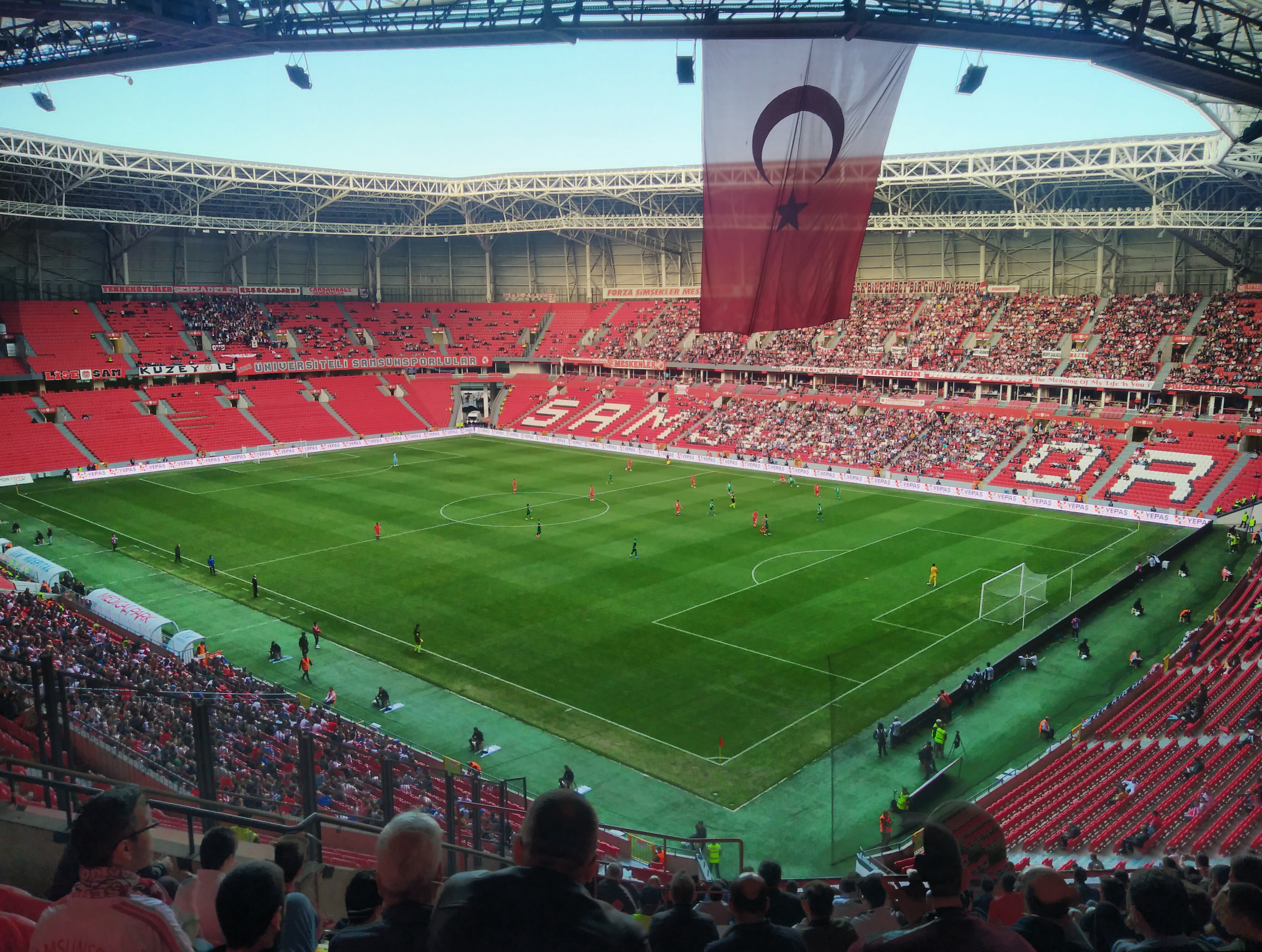
Spiel von Samsunspor gegen Kırklarelispor am 14. Oktober 2019